# Gerda van der Kade-Koudijs
Gerda van der Kade-Koudijs (Roterdã, 29 de outubro de 1923 - 19 de março de 2015) foi uma ex-atleta e campeã olímpica holandesa.
Campeã do salto em distância e do revezamento 4X100 m no Campeonato Europeu de Atletismo de 1946, em Oslo, o primeiro realizado após a Segunda Guerra Mundial, em Londres 1948, junto com Fanny Blankers-Koen, Netti Witziers-Timmer e Xenia Stad-de Jong, ela conquistou o ouro olímpico no mesmo revezamento feminino. Conseguiu também um quarto lugar no salto em distância.
De todas as integrantes do famoso revezamento holandês dos Jogos de Londres de 1948, ela é a única sobrevivente (2012).